# حسن عباس زكي
الدكتور حسن عباس زكي (2 يناير 1917 - 27 نوفمبر 2014) هو رجل دولة، واقتصادي مصري، وزير الاقتصاد والمالية في عهد جمال عبد الناصر، ومنفذ وصاحب قرار تأميم قناة السويس، وشيخ الطريقة الشاذلية وعضو مجمع البحوث الإسلامية، ساهم في بناء دولة الإمارات العربية المتحدة اقتصادياً، ورئيس بنك الشركة المصرفية العربية الدولية سابقاً.

## نشأته وحياته
ولد حسن عباس زكي في 2 يناير سنة 1917 في محافظة بورسعيد بالمملكة المصرية، ينسب عباس إلي أسرة الإمام الرفاعي من جهة والدته نسبة إلى أسرة الصياد الرفاعي بمصر.
حفظ بعض أجزاء القرآن في سن الرابعة من عمره ثم التحق بالجمعية الخيرية الإسلامية، قضى بها المرحلة الأبتدائية ثم المرحلة التوجيهية بالمدرسة التوفيقية بالقاهرة، حصل علي بكالوريوس شعبة اقتصاد من كلية التجارة جامعة فؤاد الأول سنة 1938.

## مناصب
تقلد زكي عددًا من المناصب الرسمية منها؛
- سكرتير تجارى بسفارة مصر في واشنطن سنة 1952.
- عضو وفد مصر بهيئة الأمم المتحدة سنة 1957.
- وزير الاقتصاد والتنمية القومية خلال 1958 حتي 1962.
- وزير الاقتصاد والتجارة الخارجية 1965 1971.
- مستشاراً للشيخ زايد للشؤون السياسية والاقتصادية أمير دولة الإمارات العربية المتحدة سنة 1970.[7]
- مستشار رئيس جمهورية السودان.
- الرئيس السابق لبنك الشركة المصرفية العربية الدولية خلال سنة 1973 وحتى 2012.
- رئيس مجلس إدارة الشركة العربية الدولية للفنادق .
- عضو مجمع البحوث الإسلامية بالأزهر الشريف .
- شيخ الطريقة الشاذلية.
- رئيس مجلس إدارة الشركة العالمية للتأجير التمويلي .
- رئاسة جمعية المركز العالمي للتوثيق والدراسات والتربية الإسلامية .
- رئيس جمعية الشيخ القاضي ببنها للشئون الدينية ،عضو المعهد العلمي .

## إنجازاته
نجح زكي سنة 1959 في استرداد المبالغ المالية المجمدة في المملكة المتحدة منذ ثورة 23 يوليو، والتي بلغت حوالي 90 مليون جنيه، استعادة أموال مصر من بنوك أوروبا بعد تجميدها من قبل بريطانيا وفرنسا وأمريكا عام ١٩٥٦ عقب تأميم قناة السويس.
- قام بتوفير الأعتمادات اللازمة لبدء الإرسال التليفزيوني وإنشاء التلفزيون في 21 يوليو سنة 1960.
- نجح في 22 يوليو سنة 1961 بإقناع جمال عبد الناصر بإلغاء الفائدة على المزارعين في بنك التسليف الزراعي، بهدف تخفيف وطأة الربا على الفلاحين، وساهم ذلك في ازدهار النشاط الزراعي.

## إسهامات
حضر زكى العديد من المؤتمرات والندوات العالمية والمحلية، والتي مثل بلاده فيها ومنها؛
- مؤتمر الدول النامية اجتماعات صندوق النقد الدولي والبنك الدولي.
- إجتماعات محافظي البنوك الإسلامية.،لجنة تقييم أعمال البنك الإسلامي،المؤتمر الدولي للاتحاد البرلماني.
- مؤتمرات نشر الوعي الإسلامي في مصر والعالم الإسلامي .

شارك في العديد من اللجان والهيئات الدولية والعربية منها؛
- رئيس لجنة المفاوضات مع الإنجليز عقب أحداث 1956 استعادة أموال مصر من بنوك أوروبا بعد تجميدها من قبل بريطانيا وفرنسا وأمريكا عقب تأميم قناة السويس؛ لتحرير أرصدة مصر لدى بريطانيا.
- رئيس لجنة الخطة والميزانية بمجلس الشعب المصري.
- رئيس لجنة الصناديق العربية.
- وهب حياته للبحث عن المعرفة فقد ترك مكتبة ضخمة تحوي أكثر من عشرين ألف كتاباً.
- وهب حياته للبحث عن المعرفة فكون المركز العالمي للتوثيق والدراسات والتربية الإسلامية ليكون منتدى فكري.

## دوره في تأميم قناة السويس
كان زكي من وضع آلية فكرة تأميم قناة السويس في عهد جمال عبد الناصر. في بداية عهد عبد الناصر أبدت الولايات المتحدة رغبتها في التقرب من مصر وإقامة علاقات طيبة معها، وعرضت تمويل بناء السد العالى ومنح مصر ما تحتاج من السلاح، لاستقطاب عبد الناصر في حلف معه، ولكن رفض عبد الناصر ذلك، ولذا لم تستمر العلاقات الطيبة مع الولايات المتحدة التى أعلنت تراجعها عن تمويل السد العالى وتزويد مصر بالسلاح.
هنا برزت فكرة تأميم قناة السويس سنة 1956، عرض عبد الناصر الفكرة علي زكي، وضع آلية خطة التأميم، كان أول رد على قرار تأميم شركة قناة السويس، قيام كلاً من فرنسا وإنجلترا بتجميد الأموال المصرية في بلادهما، في وقت كان للحكومة المصرية حساب دائن بإنجلترا من ديون الحرب العالمية الثانية يقدر في تاريخ التأميم بنحو 135 مليون جنيه استرليني، فيما قامت الولايات المتحدة بتجميد أموال شركة القناة لديها. استدعاء جمال عبد الناصر زكي لاستراحته في المعمورة علي أثرها، عرض عليه عبد الناصر أن اقتصاد مصر في خطر، وتأثير ذلك على البدء في بناء السد العالي، ورغبته في معاقبة الأجانب في مصر جزاءً لهم على ما فعلته، واقترح عبد الناصر في وضع كل ما تمتلكه الأجانب في قرار التأميم، فأعرب زكي عن موافقته وطلب منه وضع تصور كامل للموضوع.

## هوامش
نسبة إلي عائلة زكي، أحب الطرق الصوفية المجاز بها، والطريقة الرفاعية من خاله السيد محمود الصياد عن طريق جده الشيخ الصياد وهو في سن أحد عشر سنة من عمره. والطريقة الخلوتية أخذها عن أحد أولاد الشيخ محمد راغب السباعي، والطريقة الوفائية أخذها في الأربعينات عن أحد أولاد علي الوفا الحسني الشاذلي، والطريقة النقشبندية أخذها من أحد علماء باكستان عند إقامته في جدة، الطريقة الشاذلية أخذها عن عبد الفتاح القاضي سنة 1959.

## جوائز
حصل زكى على العديد من الأوسمة الدولية والمحلية منها؛
- وسام جمهورية مصر العربية من الدرجة الأولى.
- وسام النيلين (السودان) من الدرجة الأولى. * وسام يوغسلافيا الثالث.
- وسام الكونغو فارس.
- وسام رومانيا.
- وسام اليونان.
- وسام الصومال .

## وفاته
توفي عباس زكي في 28 نوفمبر سنة 2014 وصلي عليه صلاة الجنازة بمسجد السيدة نفيسة في القاهرة ، ودفن في شبلنجة.